# Luciano Mereu
 (octobre 2018).
Si vous disposez d'ouvrages ou d'articles de référence ou si vous connaissez des sites web de qualité traitant du thème abordé ici, merci de compléter l'article en donnant les références utiles à sa vérifiabilité et en les liant à la section « Notes et références ».
Luciano Mereu (Lucien Mereu en français), né en 1842 à Nice (alors province de Nice du royaume de Sardaigne) et mort le 1er avril 1907 à Rome, est un patriote italien du Risorgimento.

## Biographie
À l'âge de dix-sept ans, il se porta volontaire pour rejoindre les Chasseurs des Alpes (Cacciatori delle Alpi, en italien) et prit part à la deuxième guerre d'indépendance italienne de 1859.
L'année suivante (1860), le garçon nissart suivit Garibaldi en Sicile et dans l'Italie du Sud, en participant à l'Expédition des Mille et combattit vaillamment avec le héros des deux mondes, tout au long de la brève campagne militaire estivale, jusqu'à la bataille de Volturno en Campanie.
De nouveau enrôlé dans les rangs garibaldins comme volontaire en 1866, il participa à la troisième guerre d'indépendance italienne en vue de la libération de la Vénétie et du Trentin, incorporé en tant que capitaine au 2e Régiment des Volontaires Italiens, à la tête de la septième compagnie, en gagnant pour ses compétences montrées dans les différentes actions de guerre, une médaille d'argent à la valeur militaire.
En 1867 il participa à l'expédition militaire garibaldienne dans l'Ager Romanus, ou modernement Agro Romano.
En 1870, suivit encore une fois le Général Garibaldi en France, qui participait à la campagne des Vosges contre les Prussiens, en aide du Second Empire de Napoléon III.
Le 23 novembre 1870, il fut expulsé de Nice avec d'autres nissarts garibaldiens : Adriano Gilli, Carlo Perino et Alberto Cougnet.
Luciano Mereu a été élu conseiller municipal de Nice dans la junte du maire Auguste Raynaud (1871-1876) sous la Troisième République, et a été membre de la commission garibaldienne de Nice avec Donato Rasteu, président jusqu'en 1885 environ.